# شق الرحم الإنعاشي
بضع الرحم الإنعاشي، ويشار إلى ه بالعملية القيصرية قبل الوفاة (PMCS) أيضا، هو عملية بضع الرحم تجرى لإنعاش الحوامل من النساء في السكتة القلبية . لابد أن يكون حجم الرحم فوق مستوى السرة لكي يجرى البضع. الإجراء يستخرج الطفل وبالتالي يزيل ضغط الشريان الأورطي والوريد الأجوف السفلي . هذا يحسن من فرص الأم في البقاء على قيد الحياة، وقد يولد أيضًا طفلًا حيًا.
يجب أن يبدأ الإجراء في غضون 4 دقائق من توقف قلب المرأة. يتم إجراء قطع رأسي من أعلى الرحم إلى مستوى عظم العانة . تُستخدم المُبعِدات لإبقاء المنطقة مفتوحة ودفع المثانة لأسفل. إجراء قطع رأسي صغير من خلال الجزء السفلي من الرحم ويتم استخدام مقص غير حاد الأطراف لتمديده. يتم استخراج الطفل بعد ذلك، ويتم شفط مجرى الهواء، ويتم ربط الحبل السري.
فرصة بقاء الطفل على قيد الحياة تصل إلى 70٪. نادراً ما يتم إجراء هذا الإجراء لأن السكتة القلبية تحدث فقط في حوالي 1 من كل 30000 حالة حمل. يمكن إجراؤها من قبل طبيب التوليد أو طبيب الطوارئ أو الجراح . في حين تم وصف الإجراء منذ 1000 عام، بدأت تحدث حالات موثقة لأطفال ناجين في أواخر القرن التاسع عشر وأم ناجية على قيد الحياة في أواخر القرن العشرين.